# Мала окружна дорога (Київ)

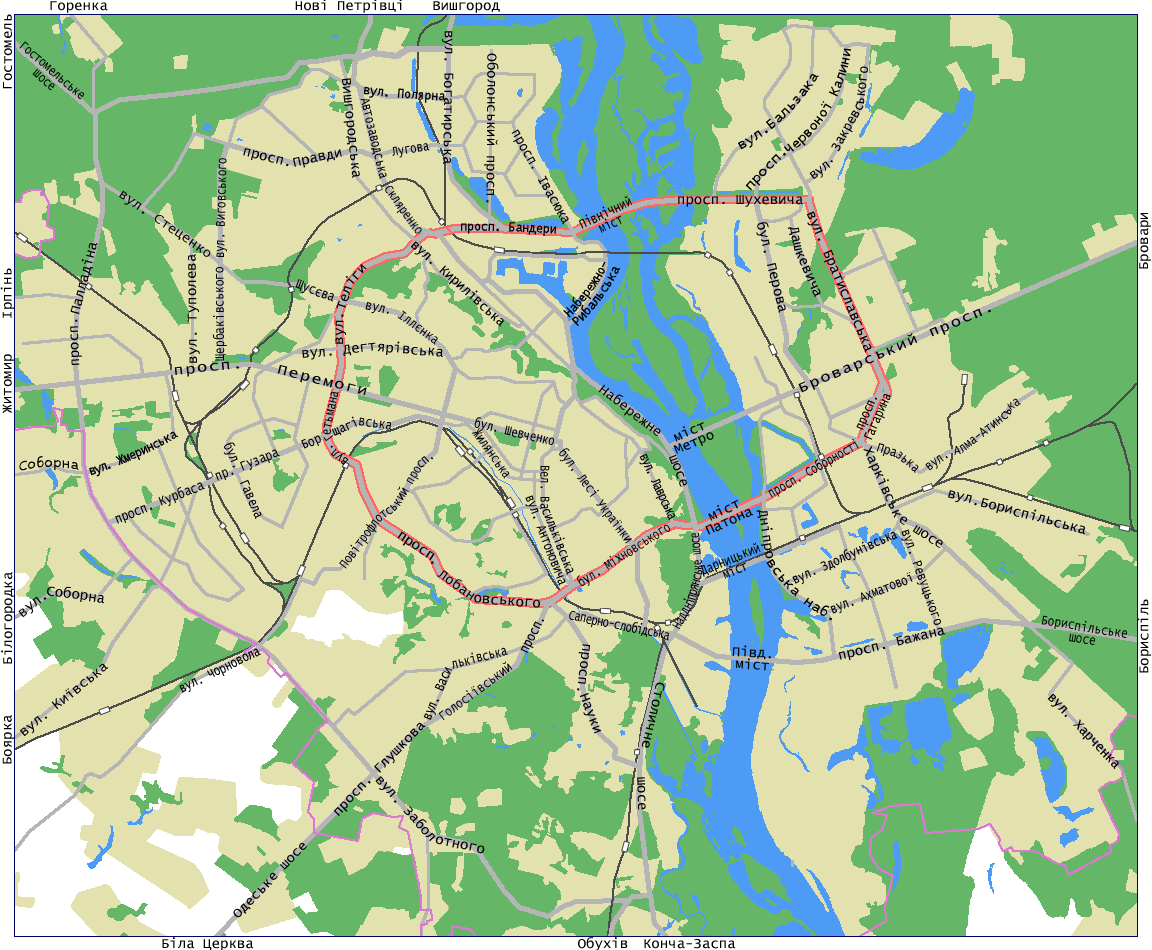
Мала окружна дорога

Мала́ окружна́ доро́га — автомобільна траса в Києві, кільцева автомобільна дорога, що проходить всередині міста, більшою частиною в межах міської забудови.

## Історія спорудження
Спорудження Малої окружної дороги було розпочато у 50-ті роки XX століття з вулиці Вадима Гетьмана, частина якої спочатку мала назву Окружна, і вулиці Олександра Довженка, яка спочатку була названа Новоокружною. Завершено будівництво (за винятком невеликої ділянки біля станції метро «Чернігівська») у 1990 році.

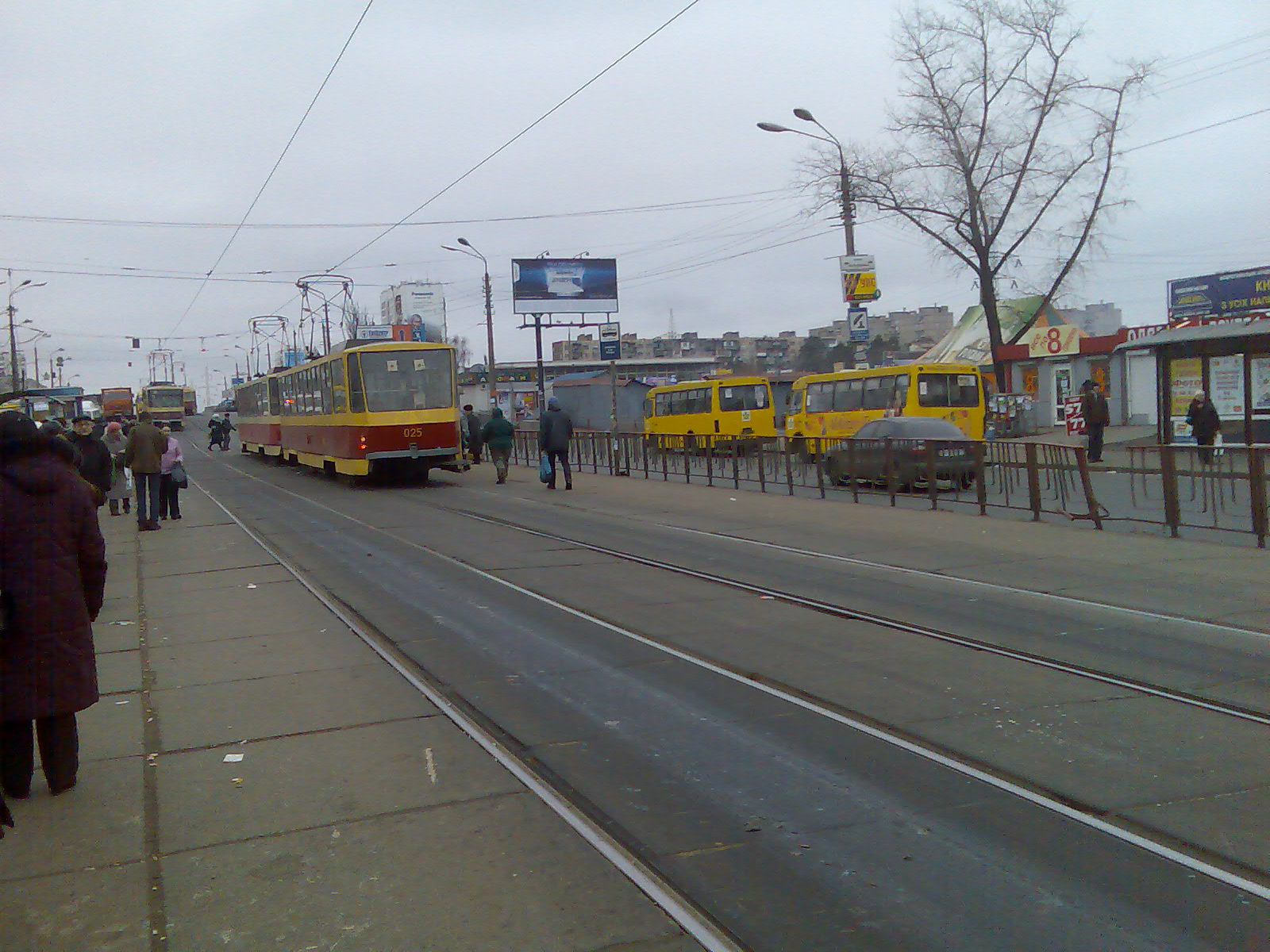
Найвужче місце МОД — шляхопровід над станцією метро «Чернігівська»

## Траса Малої окружної дороги
Від Шулявського шляхопроводу, за годинниковою стрілкою:
- вулиця Олександра Довженка (кол. Новоокружна), прокладена в 1950-ті;
- вулиця Олени Теліги (кол. Новоокружна, Дем'яна Коротченка), прокладена в 1950-ті;
- проспект Степана Бандери (кол. Червоноказацька, проспект Червоних Козаків, Московський проспект), перепланований в 1976 році;
- Північний міст (кол. Московський міст), відкритий у 1976 році;
- проспект Романа Шухевича (кол. Новий проспект, проспект Генерала Ватутіна), прокладений у 1970-ті;
- Братиславська вулиця, частково прокладена у 1960-х, добудована та реконструйована в кінці 1980-х;
- вулиця Гната Хоткевича (кол. Червоногвардійська), прокладена в 1950-ті;
- проспект Леоніда Каденюка (кол. вулиця Діагональна, Юрія Гагаріна), прокладений у 1950-ті;
- проспект Соборності (кол. проспект Возз'єднання), прокладений у 1950-ті;
- міст Патона, відкритий в 1953 році;
- бульвар Миколи Міхновського (кол. Автострада, бульвар Дружби народів), прокладений у 1950-ті;
- проспект Валерія Лобановського, (кол. вулиці Червонозоряна, Семена Палія, Совська, потім Червонозоряний проспект), перепланований в 1980-ті, 2000-ні;
- Чоколівський бульвар (кол. бульвар Леніна), прокладений у 1950-ті;
- вулиця Вадима Гетьмана (кол. вулиці Окружна, Індустріальна), прокладена в 1950-ті;

Мала окружна дорога проходить через такі площі:
- Площа Героїв УПА — перетин проспектів Степана Бандери та Оболонського (Оболонський район).
- Керченська площа — перехрестя проспектів Романа Шухевича, Червоної Калини і Воскресенського (Дніпровський і Деснянський райони).
- Чернігівська площа — розв'язка вулиць Гната Хоткевича, Братиславської та Броварського проспекту (Дніпровський район).
- Дарницька площа (кол. Ленінградська площа)— розв'язка проспектів Соборності, Леоніда Каденюка і Миру; вулиць Будівельників, Сосюри, Празької та Харківського шосе (Дніпровський район).
- Наводницька площа — перетин вулиць Старонаводницької та Лаврської, бульвару Миколи Міхновського (Печерський район).
- Деміївська площа — розв'язка проспектів Голосіївського, Валерія Лобановського, Науки і бульвару Миколи Міхновського (Голосіївський район).
- Севастопольська площа — розв'язка Чоколівського бульвару, Повітрофлотського та Валерія Лобановського проспектів, вулиці Святослава Хороброго (Солом'янський район).
- Площа Космонавтів — перетин Чоколівського бульвару з вулицею Авіаконструктора Антонова (Солом'янський район).

## Характеристики магістралі
Найвужче місце — шляхопровід над станцією метро «Чернігівська».
На різних ділянках нараховує від чотирьох (біля станції метро «Чернігівська») до восьми (Північний міст) смуг руху. Довжина кільця становить 38,9 км. До складу Малої Окружної дороги входить 18 багаторівневих транспортних розв'язок.

## Транспорт

### Станції метро і швидкісного трамвая
За годинниковою стрілкою, з північного напрямку:
- «Почайна»
- Станція швидкісного трамвая «Романа Шухевича»
- «Чернігівська»
- «Дружби народів»
- «Деміївська»
- Станція швидкісного трамвая «Індустріальна»
- «Шулявська»
- «Дорогожичі»